# Marc Berthoumieux
Pour les articles homonymes, voir Berthoumieux.
Marc Berthoumieux, né le 13 septembre 1960 à Annemasse en Haute-Savoie, est un accordéoniste, arrangeur et compositeur français.
Il se consacre au jazz, mais ses nombreuses participations et enregistrements le conduisent aussi vers les univers de la  chanson française, du spectacle vivant ou de la musique à l'image. Il est aussi ingénieur du son, réalisateur et producteur de musique. En 1999, il est nommé pour son premier album Les Couleurs d'ici aux Django d'Or dans la catégorie meilleur espoir pour un premier album.

## Parcours Musical
Marc Berthoumieux commence à se produire sur scène dès l'âge de onze ans.
En 1991, il s'installe à Paris et rencontre très rapidement des artistes du monde du spectacle.
Son premier album, Les Couleurs d’ici, sorti en 1998, est nommé aux Djangodor. Il le révèle comme leader et compositeur confirmé,,,,. Cet album est préfacé par Marcel Azzola dit de lui qu'il a été « Berthoumisé »  et par Didier Lockwood qui précise que ce premier album le révèle porteur d’une originalité, d’une musicalité peu ordinaire .
Il collabore avec Didier Lockwood, Charles Aznavour, Harry Belafonte, Patrick Bruel, Grand Corps Malade…
Ses deuxième et troisième albums, Jazz / No Jazz Volume 1 et 2, paraissent en 2004 le même jour,.
En 2005,, il joue dans le quartet de Dee Dee Bridgewater pour une tournée de plus de deux cents concerts pour l'album et le DVD J'ai Deux Amour.
Ses talents de compositeur et de mélodiste reconnu l’amènent à écrire pour l’image, le spectacle et la chanson, notamment pour Claude Nougaro, Richard Bona ou Grand Corps Malade.
En 2011, il sort son album In Other Words, enregistré avec Giovanni Mirabassi, Henri Texier et André Ceccarelli.
En 2018, il sort l'album Le Bal des Mondes avec notamment la voix de Claude Nougaro enregistrée quinze ans plus tôt pour la chanson Fleur Bleue ,. En 2019 est publié le Songbook (recueil de partitions) de l'album Le Bal des Mondes .
En 2020, il sort son premier album live Les Couleurs d'ici - Live tiré de ses archives. L'enregistrement inédit date de 1999 et comprend le répertoire de son tout premier album Les Couleurs d'ici. Il a été enregistré avec Louis Winsberg, Stéphane Guillaume, William Lecomte, Linley Marthe, Stéphane Huchard, le Quatuor Cat'sax et une harmonie de 60 musiciens. Cet enregistrement fut monté et mixé dans la foulée en janvier 2000 par l’accordéoniste lui-même assisté d’un de ses frères. 
En 2022, il sort son deuxième album Live Les Choses de la Vie. Un concert privé en trio capté en 2014 en France à la suite d’une tournée réalisée entre autres en Russie (Vladivostok) et Corée du Sud (Séoul) avec le pianiste Giovanni Mirabassi et bassiste Laurent Vernerey. Cet album a reçu 4 étoiles Jazz Magazine, Best-Off de la radio Couleurs Jazz et disque du jour sur TSF Jazz.

## Discographie

### Comme leader
- 1998 : Les Couleurs d'ici (Label Sous la ville - Socadisc)
- 2004 : Jazz - No Jazz Volume 1 (Label Sous la ville - Socadisc)
- 2004 : Jazz - No Jazz Volume 2 (Label Sous la ville - Socadisc)
- 2011 : In Other Words avec Giovanni Mirabassi, Henri Texier, André Ceccarelli (Label Sous la ville - Socadisc)
- 2018 : Le Bal des Mondes (Label Sous la ville - Socadisc)
- 2020 : Les Couleurs d'ici - Live (Label Sous la ville - Socadisc)
- 2022 : Les Choses de la Vie (Label Sous la ville - Socadisc)

### Comme coleader
- 2010 : Jazz Accordéon à la récré avec Ludovic Beier et Sanseverino (Éveil et Découvertes - Universal Music)
- 2020 : Acoustic Tales avec Bruno Bongarçon (Label SuperCali)

### Comme membre d'un groupe
- 1992 : Camino de Louis Winsberg
- 1995 : Agora de Jean-Marc Jafet
- 1997 : La Danse du Vent de Louis Winsberg
- 2018 : El Cubista de Miguel Chuck Rodriguez (Mexique) - (Label Sous la ville)

### Comme compositeur

#### Albums
- 1996 : L'Aveugle, sur l'album L'Amour De L'Amour (Et La Chair À Saucisse) et Michel Et Denis Jouent À Paris de Sarclo
- 1997 : Femme Maintenant, sur l'album Mon Île de Demis Roussos
- 1998 : Tous les titres de l'album Les Couleurs d'ici de Marc Berthoumieux
- 2004 : L'Espérance en l'homme et Fleur Bleue sur l'album La Note Bleue de Claude Nougaro (Blue Note/EMI)
- 2004 : Tous les titres de l'album Jazz - No Jazz Volume 1 de Marc Berthoumieux
- 2004 : Tous les titres de l'album Jazz - No Jazz Volume 2 de Marc Berthoumieux
- 2005 : Jo in a Blues, introduction de l'album J'ai deux amours de Dee Dee Bridgewater (DDB Music - Universal Music)
- 2006 : O Sen Sen sur l'album Tiki et Bona Makes You Sweat - Live de Richard Bona (Universal Music)
- 2009 : L'Espérance en l'homme sur l'album Nougaro ou l'Espérance en l'Homme de Maurane (Polydor/Universal Music)
- 2010 : À l'école de la Vie sur l'album 3e Temps de Grand Corps Malade
- 2017 : Sempre Voltar et Avarandar sur l'album In A Latin Mood de Manu Le Prince (Sergent Major Company Ltd)
- 2018 : Margarita et Viaje de Milla sur l'album El Cubista de Miguel Chuck Rodriguez (Sous La Ville/Absilone/Believe)
- 2018 : Tous les titres de l'album Le Bal des Mondes de Marc Berthoumieux
- 2020 : Tous les titres de l'album Les Couleurs d'ici - Live de Marc Berthoumieux
- 2021 : Apprends à désobéir sur l'album J'aimerais de Frédéric Zeitoun (Roy Music)
- 2022 : Aparté au Fié et El Astor l'album Les Choses de la Vie de Marc Berthoumieux

### Bandes originales

#### Comme compositeur
- 1992 : Liekki vedessä d'Anna-Kaarina Kiviniemi [18]
- 1992 : Les Nuits Fantastiques du Loto, spectacle de Serge Aubry [19]
- 1996 : Animal Instinct, documentaire réalisé par Bernard Guerrini [20]
- 1996 : La Force céleste du Kris The Kris of Life documentaire réalisé par Bernard Guerrini [21]
- 1996 : L'héritage du Dragon The Dragon Legacy documentaire réalisé par Bernard Guerrini [22]
- 2002 : Caution Personnelle  (autre titre : Une Belle Affaire) réalisé par Serge Meynard [18]

#### Comme musicien interprète
- 1999 : Je règle mon pas sur le pas de mon père de Rémi Waterhouse (compositeur : Marc Béacco)
- 2000 : Le Monde de Marty de Denis Bardiau (compositeur : Alexandre Jaffray)
- 2000 : Un crime au Paradis de Jean Becker (compositeur : Pierre Bachelet)
- 2001 : Liberté-Oléron de Bruno Podalydès (compositeur : René-Marc Bini)
- 2002 : Monsieur Batignole de Gérard Jugnot (compositeur : Khalil Chahine)
- 2002 : Ma femme s'appelle Maurice de Jean-Marie Poiré (compositeur : Patrick Omigny)
- 2002 : Une Belle Affaire de Serge Meynard (compositeur : Marc Berthoumieux)
- 2003 : Nord-Plage de José Hayot (compositeur : Marijosé Alie)
- 2006 : Madame Irma de Didier Bourdon et Yves Fajnberg (compositeur : Olivier Bernard)
- 2008 : Le Séminaire de Charles Nemes (compositeur : Alexandre Jaffray)
- 2009 : Tricheuse de Jean-François Davy (compositeur : Alain Weiller)
- 2013 : Attila Marcel de Sylvain Chomet (compositeur : Franck Monbaylet)
- 2013 : Le Crocodile du Botswanga de Lionel Steketee et Fabrice Éboué (compositeur : Guillaume Roussel)
- 2016 : Tout s'accélère de Gilles Vernet (compositeur : Sébastien Dutertry)

### Comme musicien interprète dans un album
- 1990 : Camino de Louis Winsberg
- 1992 : Sili Béto de Touré Kunda
- 1993 : La vie ça va de Pierre Vassiliu
- 1993 : Finet ouvet de José Ultet
- 1993 : Terre de Lumière de Gilles Dreu
- 1994 : Brasileira, tout simplement de Nazaré Pereira
- 1994 : L’Or du Temps de Alain Debiossat
- 1994 : Espress Paris Roma de Jean-Pierre Como
- 1994 : Agora de Jean-Marc Jafet
- 1994 : Dolores de Jean-Marc Jafet
- 1994 : MI de Tanya Saint-Val
- 1995 : L'amour de l'amour (et la chair à saucisse) de Sarclo
- 1996 : Madame (chanson) de Philippe Léotard
- 1996 : La Danse du Ventde Louis Winsberg
- 1996 : Wap doo wap de Élisabeth Caumont
- 1997 : Michel et Denis jouent à Paris (album Live) de Sarclo
- 1997 : Mon île de Demis Roussos
- 1997 : Ailleurs c'est toujours l'idéal de Philippe Lavil
- 1998 : Cheikh Sidi Bemol de Cheikh Sidi Bémol
- 1998 : De l'Air de Michel Fugain
- 1998 : Round About Silence de Didier Lockwood
- 1998 : On rêve, On rêve de Georges Chelon
- 1998 : DVD Les Trois Ténors Paris 1998 de Luciano Pavarotti, José Carreras et Plácido Domingo
- 1998 : Mondovision de Jimi Drouillard
- 1999 : Folies Ordinaires de Céline Caussimon
- 1999 : Nosso Mundo du Trio Esperança
- 1999 : Tiziri du groupe Tiziri
- 1999 : En Faisant la Vaisselle du groupe Y’Ka Sax
- 2000 : Histoire de Jo (hommage à Jo Privat), multiples artistes, direction Patrick Saussois
- 2000 : Français de Michel Sardou
- 2000 : Phileas Band de Pierrejean Gaucher
- 2000 : Aznavour 2000 de Charles Aznavour
- 2000 : Aurélia O'Leary de Aurélia O'Leary
- 2000 : Autrement de Philippe Risoli
- 2000 : Le Vent Se Lève de Curt Close
- 2001 : Thalisma de Miguel Sanchez
- 2001 : Corine de Corine Marienneau
- 2001 : Imbécile Heureuse de Arielle
- 2001 : Dolce Vita de Dany Brillant
- 2001 : Invités sur Terre de René Aubry
- 2001 : World Energy Blues de Jean-Marie Ecay
- 2002 : Retour À La Case Créole de Philippe Lavil
- 2002 : Le Soir de Marc Thomas
- 2003 : Je prends le temps de Ahmed Mouici
- 2003 : Boomerang du groupe de Rap Daara J
- 2003 : Hotel California de Stan Laferrière
- 2003 : Je voyage de Charles Aznavour
- 2004 : J'ai deux Amours de Dee Dee Bridgewater
- 2004 : Tribute to Édith Piaf, Live At Montreux, multiples artistes, direction Baptiste Trotignon)
- 2004 : Chasseur de nuages de Manu Galvin
- 2004 : Calypso de Philippe Lavil
- 2005 : Caravane de Raphaël
- 2005 : Détours de Dominique Fillon
- 2005 : Intimes de Thierry Fanfant
- 2005 : Tiki de Richard Bona
- 2005 : Live in Biarritz DVD de Jean-Marie Ecay
- 2005 : J'ai deux Amours CD & DVD de Dee Dee Bridgewater
- 2005 : Douala Brazza de Rido Bayonne
- 2006 : Mundial Corrida de Faudel
- 2007 : Hadrien Ferraud de Hadrien Féraud
- 2007 : Coupés bien net et bien carré de Sandrine Kiberlain
- 2007 : Nos lendemains de Isabelle Boulay
- 2008 : Kun En Drom de Sinne Eeg
- 2008 : For the Record Only (Brooklyn's lovers vol.2) de David Garcia
- 2008 : J'veux du beau de Nicolas Ghetti
- 2009 : Car de Siècle de Vincent Bidal
- 2009 : La Voix de Piaf de Irene Roussel
- 2009 : De Bach à Jobim du Trio Esperança
- 2010 : Jam with the Electro de Geoffrey Secco
- 2010 : 3e Temps de Grand Corps Malade
- 2010 : Sans attendre de Céline Dion
- 2011 : Curiosity de Jimi Drouillard
- 2012 : Les Roses de mon Silence de Grégoire
- 2013 : World Songs de Kevin Reveyrand
- 2014 : A Barbara de Angélina Wismes
- 2014 : Mistinguett, reine des années folles BO du Spectacle
- 2014 : We Love Disney 2 (Walt Disney Records/Universal Music)
- 2014 : Ouvre de Maurane
- 2015 : Intensions de Nicolas Viccaro
- 2015 : DVD Autour de la guitare, Les 10 ans! dirigé par Jean-Félix Lalanne et réalisé Bernard Pavelek
- 2016 : Changer d'Air de Jimi Drouillard
- 2017 : Tropical Rain de Meddy Gerville
- 2017 : Asado de Minino Garay
- 2017 : In A Latin Mood de Manu Le Prince
- 2018 : El Cubista de Miguel Chuck Rodriguez
- 2018 : Birdy Heart de Do Montebello
- 2019 : NougaroMania (hommage à Claude Nougaro) de NougaroMania (Ensemble Vocal)
- 2019 : Duo en Solitaire de Frédéric Zeitoun
- 2020 : Parisienne de Sarah Lancman
- 2020 : Frenchy de Thomas Dutronc
- 2021 : J'aimerais de Frédéric Zeitoun

### Comme producteur, réalisateur, directeur artistique ou ingénieur du son
- 1987 : The Macadam Swingers - In New Orleans - Conseiller artistique, ingénieur du son (prises de son et mixage) - (label Jerex)
- 1993 : Daniel Mille - Sur Les Quais - Ingénieur du son (prises de son et mixage) - (label Saravah)
- 1994 : Ricardo Vilas - Brazilian Keleidoscope - Ingénieur du son (prises de son et mixage) - (label Turpin Records)
- 1994 : Alain Debiossat - L'or Du Temps - Coréalisateur, Ingénieur du son (prises de son et mixage) - (label Bleu Citron)
- 1995 : Jean Pierre Como - Express Paris-Roma - Ingénieur du son (prises de son et mixage) - (label BMG)
- 1995 : Tania St Val - Mi - Ingénieur du son (prises de son) - (label Philips/Phonogram)
- 1996 : Daniel Mille - Les Heures Tranquilles - Coréalisateur un titre, Ingénieur du son (prises de son et mixage) - (label Saravah)
- 1996 : Sixun - Lunatic Taxi (Single & Bonus Track) - Prise de son single & bonus track, mixage du bonus track - (label Bleu Citron)
- 1996 : Louis Winsberg & Sylvain Luc - Petit Déjà - Producteur, coréalisateur, Ingénieur du son (prise de son & mixage) - (label Bleu Citron)
- 1996 : Linda Lewis - Second Nature - Réalisateur, Ingénieur du son (prise de son & mixage) - (label Turpin Records)
- 1997 : Doky Brothers- Doky Brothers 2 - Ingénieur du son (prises de son) - (label EMI)
- 1997 : Nilda Fernandez - Innu Nikamu - Ingénieur du son (pré-production & post-production album) - (label EMI)
- 1997 : Louis Winsberg - La Danse Du Vent - Producteur, coréalisateur, ingénieur du son (prise de son & mixage) - (label Bleu Citron)
- 1998 : Marc Berthoumieux - Les Couleurs D'ici - Producteur, réalisateur, ingénieur du son (prise de son & mixage) - (label Sous la Ville)
- 1998 : Chris Minh Doky - Minh - Ingénieur du son (prises de son) pour Diane Reeves - (label EMI)
- 1998 : Niels Lan Doky - Niels Lan Doky - Ingénieur du son (prises de son) - (label Verve)
- 1999 : Stéphane Huchard - Tribal Traquenard - Producteur, coréalisateur, ingénieur du son (prise de son & mixage) - (label Blue Note)
- 2000 : Voies Mêlées - Kékanta (Réal : L. Winsberg) - Ingénieur du son (mixage) - (no label)
- 2001 : Laurent Cugny - Big Band Lumière - A Personnal Landscape - Ingénieur du son (prises de son et mixage) - (label Universal Music France)
- 2002 : Celina Ramsauer - Aucune Frontière - Réalisateur, Ingénieur du son (prise de son & mixage) - (label Anilec Productions)
- 2002 : Corine Marienneau (Téléphone) - Corine - Coréalisateur avec Louis Bertignac, Ingénieur du son (mixage) - (label Atmosphériques)
- 2004 : Marc Berthoumieux - Jazz / No Jazz Volume 1 - Producteur, réalisateur, Ingénieur du son (prises overdub & mixage) - (label Sous la Ville)
- 2004 : Marc Berthoumieux - Jazz / No Jazz Volume 2 - Producteur, réalisateur, Ingénieur du son (prises overdub & mixage) - (label Sous la Ville)
- 2004 : Claude Nougaro - La Note Bleue - Ingénieur du son (prise de son voix de l'espérance en l’homme) - (label Blue Note)
- 2004 : Jean-Marie Ecay - Live In Biarritz - Ingénieur du son (mixage dvd stéréo & mixage 5.1) - (label Nocturne)
- 2005 : Dee Dee Bridgewater - J'ai Deux Amours - Coréalisateur avec Dee Dee Bridgewater, Louis Winsberg, Minino Garay & Ira Coleman - (label DDB Prod - Universal)
- 2009 : Marc Berthoumieux & Ludovic Beier - Jazz Accordéon à La Récré - Coréalisateur, Ingénieur du son (prise de son & mixage) - (label Éveil et Découvertes)
- 2011 : Marc Berthoumieux - In Other Words - Producteur, réalisateur, Ingénieur du son (mixage) - (label Sous la Ville)
- 2013 : Jean Pierre Como - Boléro - Directeur artistique, coréalisateur, Ingénieur du son (mixage) - (label Âme Sœur)
- 2015 : Jean Pierre Como - Express Europa - Collaborateur artistique, Ingénieur du son (mixage) - (label Âme Sœur)
- 2016 : Documentaire Tout S'accelère - (Réalisation : Gilles Verney) Album de la B.O - Conseiller musical, Ingénieur du son (mixage et mastering) - (label Sous la Ville)
- 2018 : Miguel Chuck Rodriguez - El Cubista - Collaborateur artistique, Ingénieur du son (mixage) - (label Sous la Ville)
- 2018 : Jean Pierre Como - Infinite - Collaborateur artistique, Ingénieur du son (mixage) - (label Âme Sœur)
- 2018 : Khalil Chahine - Kafé Groppi - Collaborateur artistique, Ingénieur du son (mixage) - (label Turkhoise)
- 2018 : Marc Berthoumieux - Le Bal Des Mondes - Producteur, réalisateur, (prises overdub & mixage) - (label Sous la Ville)
- 2020 : Bongarçon / Berthoumieux - Acoustic Tales - Coproducteur, coréalisateur, ingénieur du son avec Bruno Bongarçon - (label SuperCali)
- 2020 : Gabriel Bismut / Maurizio Minardi - Le Chat Brel - Directeur artistique, ingénieur du son (mixage) - (label AMA)
- 2020 : Marc Berthoumieux - Les Couleurs D'ici - Live - Producteur, réalisateur, ingénieur du son (montage & mixage) - (label Sous la Ville)
- 2022 : Trio Quartz - Chroma - Directeur artistique, ingénieur du son (mixage) - (label Single Bel)

## Pédagogie
Marc Berthoumieux est intervenant au Centre des musiques Didier Lockwood depuis 2004 en direction d'atelier musical. Depuis 2019, il dispense aussi des cours de MAO et de techniques du son pour cette école.
Il est auteur d'une méthode d'accordéon pour débutant avec CD audio sortie en 2003 (Éditions Paul Beuscher).

## Distinctions
- Nommé aux Django d'Or en 1999 pour l’album Les Couleurs d'ici [14]
- 4 étoiles Jazzman et Sélection Fip pour l'album Les Couleurs d'ici [14]
- 4 étoiles Jazzman et Sélection Fip pour les albums Jazz / No Jazz Volume 1 [25]
- 3 étoiles Jazzman et Sélection Fip pour les albums Jazz / No Jazz Volume 2 [26]
- Prix « Coup de Cœur » de l’Académie Charles-Cros en 2010 pour l’album Jazz Accordéon à La Récré [27]
- 4 étoiles Jazz Magazine pour l'album Les Couleurs d'ici - Live [28]
- 1er au Top Jazz sur Mezzo.tv pour décembre 2020 pour l'album Les Couleurs d'ici - Live [29],[28]